# Karphothrips dugdalei
Karphothrips dugdalei är en insektsart som beskrevs av Laurence A. Mound och Walker 1982. Karphothrips dugdalei ingår i släktet Karphothrips och familjen smaltripsar. Inga underarter finns listade i Catalogue of Life.